# 滋賀県道529号小田苅愛知川線
滋賀県道529号小田苅愛知川線（しがけんどう529ごう こたかりえちがわせん）は、滋賀県東近江市から愛知郡愛荘町に至る一般県道である。

## 概要
東近江市小田苅町から愛知郡愛荘町愛知川に至る。
愛知川東岸に連なる工業地帯の大動脈を果たしている。別名、御代参街道。

### 路線データ
- 起点：東近江市小田苅町（小田苅南交差点、滋賀県道13号彦根八日市甲西線交点）
- 終点：愛知郡愛荘町愛知川（滋賀県道213号湖東彦根線交点）
- 総延長：3.7 km

## 路線状況

### 別名
- 御代参街道

### 道路施設

#### 橋梁
- 極楽橋（安壺川、東近江市）

## 地理

### 通過する自治体
- 滋賀県
  - 東近江市 - 愛知郡愛荘町

### 交差する道路
| 交差する道路                 | 市町村名 | 市町村名 | 交差する場所 | 交差する場所          |
| ---------------------------- | -------- | -------- | ------------ | --------------------- |
| 滋賀県道13号彦根八日市甲西線 | 東近江市 | 東近江市 | 小田苅町     | 小田苅南交差点 / 起点 |
| 滋賀県道213号湖東彦根線      | 愛知郡   | 愛荘町   | 愛知川       | 終点                  |

### 沿線
- 協和工業
- アヤハ化成
- 旭コンクリート
- キユーピー醸造
- 立川ブラインド工業
- 栗本化成、栗本コンクリート
- 川嶋織物
- ヨーコン（旧大洋コンクリート）
- タカタ